# Martin Wörsdörfer
Martin Wörsdörfer (Enschede, 20 januari 1972) is een Nederlands politicus namens de VVD. Sinds 23 mei 2022 is hij wethouder in Oostzaan. Van 23 maart 2017 tot 31 maart 2021 was hij lid van de Tweede Kamer der Staten-Generaal. Daarvoor was hij gemeenteraadslid in Den Haag (2008-2017).

## Politiek
Tijdens zijn studie werd Wörsdörfer lid van de VVD, waarin hij vanaf 2002 als vrijwilliger actief is geweest. In 2008 werd hij lid van de Haagse gemeenteraad. Vanaf 2013 tot zijn afscheid in mei 2017 was hij fractievoorzitter van de VVD-fractie. In maart 2017 werd hij gekozen als lid van de Tweede Kamer; bij de Tweede Kamerverkiezingen van 2017 stond hij op plaats 28 op de kandidatenlijst van de VVD.
Wörsdörfer was sinds de zomer van 2019 woordvoerder jeugdzorg en armoedebeleid en schuldhulpverlening. In de periode 2017-2019 was hij woordvoerder economische zaken met als focus het Mkb en digitalisering. Hij pleitte met succes voor onder andere een lokale Mkb-toets. In 2018 werd hij door AG Connect uitgeroepen tot IT-politicus van het jaar.
Bij de gemeenteraadsverkiezingen 2022 was hij lijstduwer voor de Haagse VVD. Tevens schreef Wörsdörfer mee aan het verkiezingsprogramma. Op 23 mei 2022 werd Wörsdörfer geïnstalleerd als (parttime) wethouder van Financiën, Vastgoed, Economie en Evenementen in Oostzaan.

## Levensloop
Wörsdörfer bracht het grootste deel van zijn jeugd door in Kaatsheuvel. Zijn VWO rondde hij in 1990 af op het Dr. Mollercollege in Waalwijk. Daarna verhuisde hij naar Rotterdam waar hij Fiscale economie ging studeren aan de Erasmus Universiteit Rotterdam. Na het behalen van zijn bul ging hij eind 1997 wonen in Den Haag.

## Loopbaan
Na zijn studie begon Wörsdörfer zijn carrière als belastingadviseur bij het vastgoedteam van Arthur Andersen. Hij vervulde verschillende functies als belastingadviseur en in het bedrijfsleven. Voordat hij lid werd van de Tweede Kamer werkte hij als specialist vennootschapsbelasting bij de Belastingdienst. Hij publiceerde meerdere fiscale artikelen.
In juli 2021 werd Wörsdörfer voorzitter van Holland Quaestor, branchevereniging van trustkantoren. Begin 2022 werd hij daarnaast benoemd tot voorzitter van Vereniging van Strandexploitanten (VVS) Scheveningen.

## Persoonlijk
Wörsdörfer is getrouwd en heeft drie kinderen. Hij woont sinds 1999 op Scheveningen, is fervent hardloper en heeft een omvangrijke muziekcollectie op vinyl.
Als vrijwilliger zet hij zich op verschillende manieren in voor Den Haag (momenteel bij R.G. Ruijs Stichting (o.a. Bevrijdingsfestival Den Haag) en het International Vuurwerkfestival Scheveningen). Tot 2020 was Wörsdörfer voorzitter van de stichting The Hague United for Peace & Justice.